# Lutimar Paes
Lutimar Abreu Paes, né le 12 décembre 1988 à Cruz Alta (Rio Grande do Sul), est un athlète brésilien, spécialiste de demi-fond et particulièrement du 800 m.
Son meilleur temps est de 1 min 45 s 32 obtenu à Belém en 2011. Il remporte le titre ibéro-américain en 2016 à Rio de Janeiro.
il avait remporté le titre du 800 m et la médaille de bronze du 1 500 m lors des Championnats d'Amérique du Sud juniors 2007.